# 和貝享介
和貝享介（わがいきょうすけ）は、公認会計士。
日本公認会計士協会常務理事、有限責任監査法人トーマツエンタープライズ リスクサービス部代表社員等を歴任した。

## その他
多摩大学経営情報学部非常勤講師（「会計情報システム」担当）を歴任。

## 所持資格
- 公認会計士（1982.9.16）
- システム監査技術者（1987.2.6）
- 公認情報システム監査人（1991.9.4）
- 公認システム監査人（2002.7.1）
- 公認情報セキュリティ主席監査人（2006.5.11）

| スタブアイコン | サブスタブ | この項目は、まだ閲覧者の調べものの参照としては役立たない、人物に関連した書きかけの項目です。この項目を加筆・訂正などしてくださる協力者を求めています（P:人物伝/PJ:人物伝）。 |